# Xã Greene, Quận Parke, Indiana
Xã Greene (tiếng Anh: Greene Township) là một xã thuộc quận Parke, tiểu bang Indiana, Hoa Kỳ. Năm 2010, dân số của xã này là 423 người.